# 3935 Toatenmongakkai
3935 Toatenmongakkai (1987 PB) là một tiểu hành tinh vành đai chính được phát hiện ngày 14 tháng 8 năm 1987 bởi T. Seki ở Geisei.